# Revue alsacienne illustrée
Ne doit pas être confondu avec Revue illustrée.
La Revue alsacienne illustrée (en allemand Illustrirte elsässische Rundschau) a été créée à Strasbourg par Charles Spindler et Anselme Laugel en 1898. Cette revue trimestrielle multilingue avait pour objectif de faire connaître la culture et les traditions alsaciennes en mettant en valeur leurs racines françaises.
Le siège de la revue (23 rue de la Nuée-Bleue) a servi de local d'exposition aux artistes du cercle de Saint-Léonard.
Pierre Bucher en a été le directeur à partir de 1901. En 1912, il ajoute à la revue, avec la collaboration du Dr Ferdinand Dollinger, les Cahiers alsaciens, cahiers à vocation plus politiquement opposés au germanisme, chronique de la vie morale et économique de l'Alsace.
En 1902, Jeanne Musculus (1882-1924), devient sa secrétaire et proche collaboratrice. Passionnée d’art, de littérature et d’astronomie, parlant quatre langues, elle participe avec le Dr Bucher à la création du Musée alsacien à Strasbourg en 1907.
Dans le numéro d'avril 1900 il est fait mention pour la première fois du projet de création d'un « musée ethnographique alsacien », qui aurait pour mission de « conserver aux générations futures les témoins du passé, tous ces objets dont l'existence est aujourd'hui si compromise ». Cette réflexion aboutit en 1907 à la création du Musée alsacien de Strasbourg.
La revue cesse de paraître en 1914.